# Manolo Montoliu
José Manuel Calvo Bonichón, plus connu sous le nom de Manolo Montoliu  est un matador espagnol né à Valence le 2 janvier 1954 et mort le 1er mai 1992.

## Carrière
Fils d'un picador, il fait son premier paseo à Benicasim, province de Castellón, le 29 juin 1970. Après trois novilladas en 1979, il entre dans la cuadrilla de El Soro où ses qualités de banderillero sont très appréciées. Il rejoint en 1985  la cuadrilla de Antoñete et annonce son intention de devenir matador
L'année suivante, il prend son Alternative le 2 mars 1986 à Castellón de la Plana avec pour parrain  Julio Robles et pour témoin  Espartaco devant Enrejedo, taureau de la ganadería de El Torero. La même année, il confirme à Madrid avec pour parrain  Emilio Muñoz  et pour Pepín Jiménez . Cette année-là n'est pas très brillante pour lui puisqu'il n'obtient que 9 corridas et il coupe une oreille. Ceci le pousse à abandonner la carrière de matador pour revenir à celle de banderillero où il devient une figura.

## Gloire et tragédie
Dans les arènes de la Real Maestranza de Caballería de Séville, sa carrière de banderillero-artiste prend fin alors qu'il pose les banderilles au taureau Cubatisto de la ganadería Atanasio Fernández qui lui donne un coup de corne en plein cœur. Il faisait alors partie de la cuadrilla de José María Manzanares.
Il reste une légende et une référence y compris pour les matadors qui posent eux-mêmes les banderilles. La presse s'est largement fait l'écho de la tragédie : L'Humanité.Dix ans après sa mort, Jacques Durand lui rendait hommage dans Libération. En Espagne El Mundo continue de lui rendre hommage 23 ans après sa mort.
La tête de Cubista est exposée à Gelves chez le même collectionneur qui possède celle de Avispado 

## Famille
Il est le père de José Manuel Montolu, également banderillero. Ce dernier lui rend hommage, vingt-cinq ans après sa mort, lorsqu'il pose une paire de banderilles dans les arènes de Séville à l'invitation du torero Antonio Ferrera le 29 avril 2017.

## La statue vandalisée
La statue érigée à la mémoire de ce torero mort à 38 ans a été vandalisée par un groupe d'anti-corrida, nationalistes catalans, ainsi que le rapporte le journal La Razón du 25 avril 2016